# Villa Urquiza (Tucumán)
Villa Urquiza es un barrio de San Miguel de Tucumán, Tucumán, Argentina. Se encuentra delimitado por las avenidas Líbano, Sarmiento, Siria y Francisco de Aguirre.

## Historia
El barrio comenzó a crearse en el siglo XIX. Originalmente, en el sector cercano al Puente de los Suspiros, la zona era insegura con presencia de prostíbulos, burdeles y refugio de delincuentes. En el sur del barrio funcionaba la Cervecería del Norte, creada en 1914 y donde actualmente funciona el Supermercado Carrefour. Asimismo un ramal del Ferrocarril Mitre se extendía hasta la fábrica. En 1928 se construyó la Cárcel de Villa Urquiza, principal penitenciaría de Tucumán y que ocupa una gran extensión dentro del barrio. En 1937 se creó el Club Tucumán BB, creado en 1937 y que se convirtió en la principal institución deportiva del barrio.

## Educación
- Escuela Secundaria Manuel Arroyo y Pinedo
- Escuela Especial Alpi

## Salud
- Hospital Avellaneda

## Transporte

### Líneas de colectivos
- Línea 1
- Línea 12
- Línea 17
- Línea 18
- Línea 19
- Línea 101
- Línea 103
- Línea 109
- Línea 130

## Deportes
- Club Tucumán BB